# 韦武
韦武（752年—806年），京兆府万年县（今陕西省西安市长安区）人，出自京兆韦氏逍遥公房，唐朝官员。

## 生平
韦武虚龄六岁时父亲韦镒去世，守丧时十分悲痛，韦镒的同僚中书侍郎元载哭着抚摸韦武的头，称他是以孝道治理国家的征兆。虚龄十一时，韦武因祖先功勋补官担任右千牛，历任京兆府参军、高陵县县尉、栎阳县县尉、万年县县尉、长安县县丞。
韦武精通礼学，又善于议论，太师颜真卿、黄门萧复都与韦武是忘年之交。韦武升任太常博士后，恰逢唐德宗李适逃到梁州，韦武舍弃妻子儿女前往皇帝行在，出任殿中侍御史。唐德宗回到京城后，韦武重任太常博士。当时御史大夫崔纵看重韦武，表举韦武担任侍御史，作为御史台的副手总管事务。户部侍郎元琇担任水陆转运使，上表推荐韦武以仓部员外郎充任判官，韦武的谋划没有被元琇采纳，于是闭门数月，元琇之后失败，朝野都佩服韦武才德有见识，韦武之后转任礼部员外郎。唐德宗因为返回京城告祭郊庙，战乱之后，典章大致完备，主管者经常向韦武咨询。韦武斟酌事宜节约用度，合乎礼法的要点，各有关部门都遵循行事。
贞元初年，朝廷认为国家艰难，挑选台阁中了解治理的十人，分别担任较大行政区的长官，韦武和郑珣瑜等人同时被推选，于是检校本官兼任昭应县县令。韦武又改任遂州剌史，唐德宗赐韦武一匹马和彩物衣服去上任。遂州土地和江河狭窄，房屋并排连接，每年都有水灾和火灾，韦武顺着水势开挖河流，加固水坝，又开通街巷，禁绝火灾。二十年间，遂州的水灾和火灾都没有发生，百姓作歌谣歌颂韦武。韦武之后入朝担任户部郎中，又转任万年县县令，升任京兆少尹。贞元八年（792年），东南和华南遭遇水灾，八月，唐德宗诏令韦武往扬、楚、庐、润、寿、滁、苏、常、湖等州宣抚和视察。之后御史中丞穆赞、韦武、万年县令李宣、长安令卢云都被裴延龄诬陷，朝廷将要驱逐，因为赵憬的保护解救，韦武等人被从轻发落，韦武外任绛州剌史。当时绛州收成不好，韦武顺着地形从汾河挖掘三条水渠，灌溉田地三千多顷，盐碱地得以丰产，皇帝下玺书慰问勉励韦武。贞元十九年二月丙申（803年3月11日），桂管留后韦武出任桂州刺史、桂管观察使。韦武之后升任晋慈隰等州都防御观察处置等使、晋州剌史、兼任御史中丞，获赐紫金鱼袋。韦武在晋州六年，唐顺宗加韦武左散骑常侍、银青光禄大夫，唐宪宗又加韦武兵部侍郎。
唐宪宗李纯元和元年五月辛未（806年5月29日），韦武回朝担任京兆尹兼任御史大夫，出任山陵桥道等使，护理修建丰陵，韦武在丰陵七十天，还未完成时突然发病，于长安通化里私人住宅中去世，虚岁五十五，唐宪宗哀悼叹息，诏令赠予吏部尚书，谥号恭公，给卤簿和鼓吹，和第一位夫人博陵崔氏合葬于京兆府某县之某原。韦武撰写的《家祭仪》三卷，《韦武集》十五卷，所有著作共有数万字，都流行于世。

## 住所
韦武的住宅位于长安通化坊

## 家庭

### 曾祖
- 韦待价，唐朝金紫光禄大夫、尚书左右仆射、同中书门下三品[3]

### 祖父
- 韦令仪，唐朝银青光禄大夫、梁州都督[3]

### 父亲
- 韦镒，唐朝户部侍郎[3]

### 夫人
- 博陵崔氏，唐朝京兆尹、御史大夫、邺国公崔昭之女[3]

### 子女
- 韦延亮[3]
- 韦氏，嫁桂管观察支使、太常寺协律郎陇西李允元[3]
- 韦氏，嫁荆南营田判官、江陵府户曹参军陇西李景俭[3]

## 延伸阅读
[在维基数据编辑]
 《新唐書·卷098》，出自《新唐書》